# Libuše Moníková
Libuše Moníková (* 30. August 1945 in Prag; † 12. Januar 1998 in Berlin) war eine deutschsprachige tschechische Schriftstellerin.

## Leben

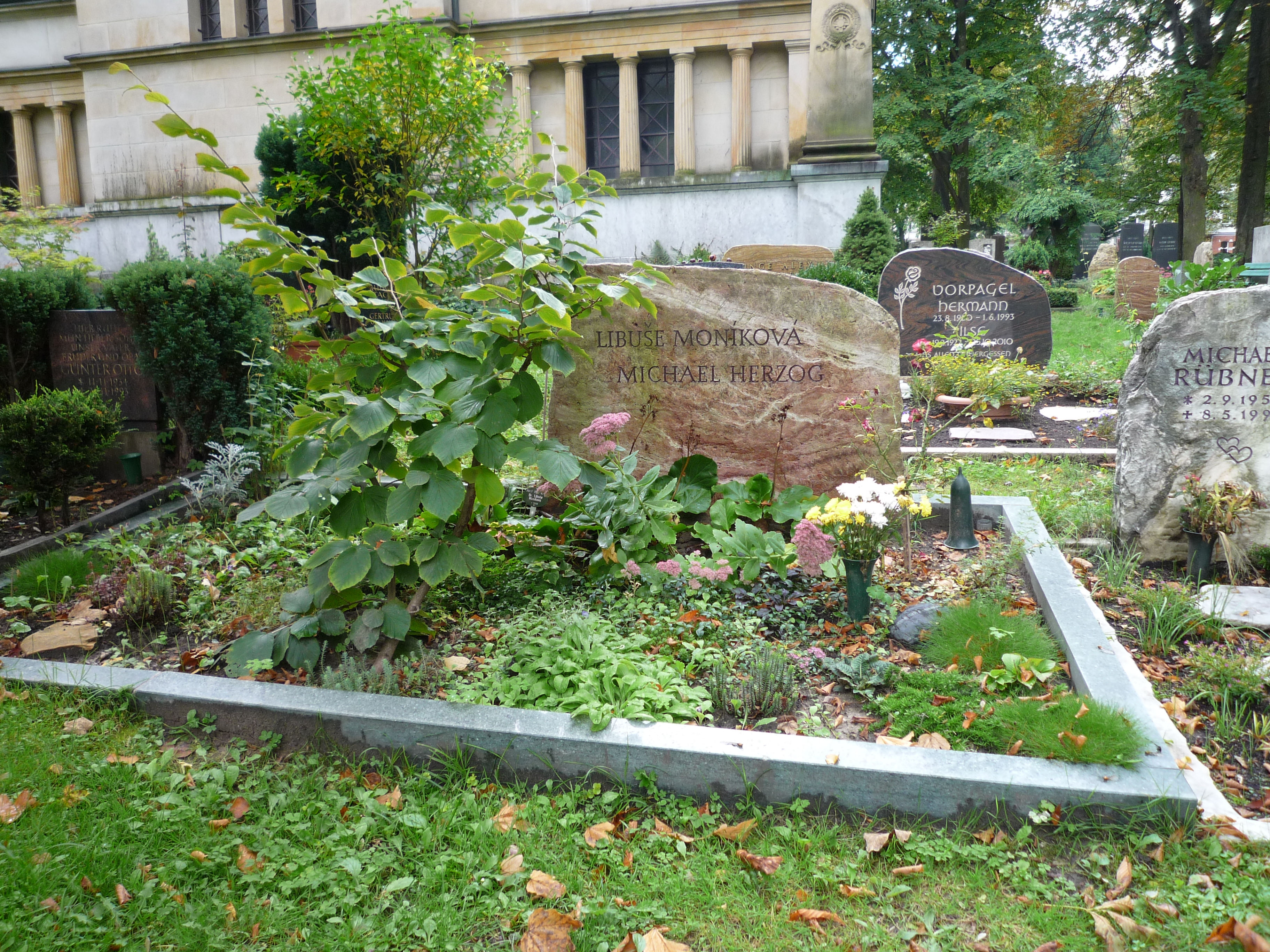
Alter St.-Matthäus-Kirchhof Berlin, Grabstätte Libuše Moníková

Libuše Moníková wuchs in Prag auf. Von 1963 bis 1968 studierte sie an der dortigen Karls-Universität Anglistik und Germanistik. 1970 promovierte sie bei Eduard Goldstücker über den Coriolan im Vergleich bei Brecht und Shakespeare. Am 28. September 1970 heirateten Libuše Moníková und der deutsche Student Michael Herzog – sie hatte zeitweilig ein Besuchsvisum für die Bundesrepublik Deutschland. 1971 zog sie endgültig zu ihrem Mann nach Göttingen. Die Übersiedlung geschah auch aus politischen Gründen. In Deutschland arbeitete Moníková als Lehrbeauftragte an der Gesamthochschule Kassel und ab 1977 an der Universität Bremen. Von 1978 bis 1981 war sie als Referendarin und Lehrerin tätig. Ab 1981 lebte sie als freie Schriftstellerin, erst in Bremen, dann in Berlin. Libuše Moníková starb 1998 in Berlin. Ihr Grab befindet sich auf dem Alten St.-Matthäus-Kirchhof in Berlin-Schöneberg – wenige Schritte von den Gräbern der Brüder Grimm und der Frauenrechtlerin Minna Cauer entfernt.

## Werk
Libuše Moníková begann erst während ihres Deutschlandaufenthalts in deutscher Sprache zu schreiben. Ihre u. a. von Franz Kafka, Jorge Luis Borges und Arno Schmidt beeinflussten, häufig phantastische und mythische Elemente einbeziehenden Werke sind von der Erinnerung an die Prager Jahre geprägt, von der Erfahrung der Niederschlagung des Prager Frühlings und des Exils, aus dem Moníková auch nach der Wende in Osteuropa nicht mehr in ihre Heimat zurückzukehren vermochte. Für die Autorin wurde die deutsche Sprache als fremde Sprache zu einem künstlerischen, auch ästhetischen Potenzial. Auf ihr Werk Eine Schädigung bezogen sagte sie:
„Meiner Beschäftigung mit Kafka verdanke ich die Einsicht, daß Sprachmangel unter Umständen zur Stärke werden kann, zur Stärke des Ausdrucks, weil kein Wort selbstverständlich, in seiner Bedeutung gesichert erscheint, jedes ist neu, und die Verantwortung trägt der Autor, ich schreibe, indem ich mich in der Sprache durchtaste, manchmal an Bedeutungen heran, die bis zur Niederschrift unbewußt bleiben: diese Suche kommt ursprünglich aus der Fremdsprachlichkeit, heute weist sie mich als Autor aus.“
Die Werke Libuše Moníkovás erhielten zwar internationale Anerkennung, suchen aber noch ihren Weg zu den tschechischen Lesern. Anlässlich ihres 20. Todestages präsentierte das Prager Literaturhaus in Zusammenarbeit mit dem Denkmal des nationalen Schrifttums und dem Haus des Lesens der Prager Stadtbibliothek (Dům čtení MLP) vom 12. Dezember 2018 bis zum 31. Januar 2019 die Ausstellung Im Dialog mit Libuše Moníková, in der das Leben und das deutschsprachige literarisches Werk der tschechischen Autorin vorgestellt wurden.

## Zitat
„Sie leben unmittelbar ins Reine, ohne zu probieren, während ich immer noch auf dem Schmierpapier das Konzept durchstreiche. (…) Alles muss stimmen; zum Thema komme ich vor lauter Anforderungen nicht. Das Leben – wie man sagt; ich kann nur nicht begreifen, daß es schon alles sein sollte.“

## Mitgliedschaften
- Von 1991 bis 1996 Mitglied des PEN-Zentrums der Bundesrepublik Deutschland, aus dem Moníková aus Protest gegen die Vereinigung mit dem ostdeutschen PEN-Zentrum austrat.
- Ab 1988 Mitglied der (West-)Berliner Akademie der Künste.
- Ab 1993 ordentliches Mitglied der Deutschen Akademie für Sprache und Dichtung in Darmstadt.

## Auszeichnungen
- 1984: Ehrengabe des Kulturkreises im Bundesverband der Deutschen Industrie
- 1985 Stipendium des Landes Niedersachsen „Worpsweder Künstlerhäuser“
- 1987: Alfred-Döblin-Preis für Die Fassade.
- 1989: Franz-Kafka-Preis
- 1991: Adelbert-von-Chamisso-Preis
- 1992: Berliner Literaturpreis mit Johannes-Bobrowski-Medaille[2]
- 1993: Vilenica-Literaturpreis
- 1994: Mainzer Stadtschreiber
- 1995: Roswitha-Medaille der Stadt Bad Gandersheim
- 1997: Arno-Schmidt-Stipendium
- 1997: Verleihung der Masaryk-Medaille durch den tschechischen Präsidenten Václav Havel[3].
- 1997: Tschechische Verdienstmedaille
- 1997: Verdienstkreuz am Bande der Bundesrepublik Deutschland

## Zueignung
Günter Grass widmete ihr sein Gedicht Vielgeliebte Libuše (erschienen in: Vonne Endlichkait, 2015).

## Werke

### Romane
- Eine Schädigung. Rotbuch, Berlin 1981, ISBN 3-88022-246-0; Hanser, München 2003, ISBN 3-446-19527-0.
- Pavane für eine verstorbene Infantin. Rotbuch, Berlin 1983, dtv, München 1988, ISBN 3-423-10960-2.
- Die Fassade. Hanser, München 1987 ISBN 3-446-14884-1
  - Fasáda. Toronto: 68 Publishers, 1991
- Treibeis. Hanser, München 1992, ISBN 3-446-17254-8 (s. Ludwig Wittgenstein: Literarische Rezeption).
- Verklärte Nacht. Hanser, München Wien 1996, ISBN 3-446-18762-6.
- Der Taumel. Fragment. Mit einem Nachwort von Michael Krüger. Hanser, München Wien, 2000. - Teilw. Vorabdruck: Jakub Brandl. in: Akzente 1997, H. 6., S. 512–536.

### Essays
- Schloß, Aleph, Wunschtorte. Essays. Hanser (Edition Akzente), München 1990, ISBN 3-446-15399-3.
- Prager Fenster. Essays. Hanser (Edition Akzente), München 1994, ISBN 3-446-17846-5.

### Theaterstücke
- Tetom und Tuba. Frankfurt am Main 1987.
- Unter Menschenfressern. Dramatisches Menue in vier Gängen. Verlag der Autoren, Frankfurt am Main 1990, ISBN 978-3-88661-104-1